# Blaster Master
Blaster Master — локализованная версия японской видеоигры Chou Wakusei Senki Metafight для Америки. Японская и американская версии игры имеют одинаковую графику и механику, но сюжет был полностью изменён для американского релиза.
Механика игры позволяет игрокам повторно возвращаться на пройденные локации (как в The Legend of Zelda), причём это необходимо для того, чтобы пройти игру. Другим немаловажным аспектом игры является способность главного персонажа получать силы побеждённых боссов (как в Mega Man).  
После выпуска игра получила признание многих игровых изданий: Nintendo Power’s — 63 место из 100 лучших игр, Electronic Gaming Monthly — 184 место из 200 великих видеоигр.

## Сюжет
В начале мы знакомимся с обычным мальчиком по имени Jason Frudnick. Из домашних животных у мальчика была симпатичная жаба. Как-то раз она выпрыгнула из банки и выскочила на улицу через окно, попрыгала к контейнеру с надписью «радиация», который стоял недалеко от дома. Жаба тут же съела часть содержимого контейнера, в мгновение она увеличилась в размерах, вырыла туннель в земле и уползла в неведомые глубины.
Мальчик бросился за ней и прыгнул в яму, на дне которой обнаружил некое подобие танка — боевой вездеход SOPHIA Nora MA-01 (Subatomic Omni-directional Probative Hyper-responsive Indomitable Abdicator (3rd Design) Nora MA-01, рус. аналог — Субатомный Однонаправленный Фазотронный Излучатель Ядерной энергии). Эта боевая машина была оснащена мощной пушкой-бластером. История умалчивает, куда пропал пилот вездехода, но в салоне машины лежал бронескафандр. Парень тут же надел его, сел в машину и помчался по подземному туннелю, который привёл его в другой, подземный мир, населённый жуткими существами.
В процессе поиска жабы герой исследует подземный мир, ему предстоит найти и победить боссов каждого из восьми подземных уровней. После победы над боссом игрок получает апгрейд для машины. Вездеход модернизируется на протяжении всей игры, постепенно превращаясь в убер-машину, умеющую плавать, летать и ездить по стенам. Встреча с жабой для парня будет не из приятных: радиация сильно изменила её разум.

## Оценки
| Иноязычные издания    | Иноязычные издания |
| Издание               | Оценка             |
| --------------------- | ------------------ |
| AllGame               | [ 1 ]              |
| Famitsu               | 32/40              |
| Gamecola              | 8/10               |
| Hardcore Gaming 101   | 8/10               |
| Honest Gamers         | [ 5 ]              |
| Nintendo Life         | [ 6 ]              |
| Total!                | 71 %               |
| The Video Game Critic | C+                 |